# Estación de Puebla de San Julián
Puebla de San Julián (en gallego A Pobra de San Xiao, según Adif Pobra de San Xián) es una estación ferroviaria situada en la parroquia de Moscán, en el municipio español de Páramo en la provincia de Lugo, en la comunidad autónoma de Galicia. No tiene servicios de viajeros.
Sustituye desde 2018 a la antigua estación situada en el centro de Puebla de San Julián, en el municipio de Láncara. El tramo de vía en el que se encontraba la estación fue desmantelado tras la inauguración de la variante de la localidad.

## Situación ferroviaria
La estación se encuentra en la variante de Puebla de San Julián de la línea 800 León-La Coruña de ancho ibérico, entre las estaciones de Lajosa y de Pedrelo-Céltigos. El tramo es de vía única y sin electrificar, aunque la plataforma está construida para poder albergar en el futuro una segunda vía.

## Historia
La estación sustituye a la antigua estación de Puebla de San Julián, que se abrió al tráfico el 2 de agosto de 1878.
En 2006 el Ministerio de Fomento adjudicó las obras de construcción de una variante ferroviaria que evitara el paso por el casco urbano de Puebla de San Julián y suprimiera un total de 16 pasos a nivel, incluida en el proyecto que pretendía llevar la alta velocidad a Lugo. Las obras duraron más de once años.
El 23 de abril de 2018 entró en servicio la nueva variante, dejando sin servicio la vía original. En dicha variante se encuentra la nueva estación.

## La estación
La estación está formada por un edificio de base rectangular y planta baja. Tiene dos vías y un único andén.
Se encuentra a menos de un kilómetro de Moscán y a dos de Puebla de San Julián. Se accede a ella desde la carretera LU-P-4304 que une Puebla con Páramo por una carretera de dos carriles, uno por sentido, que termina en una rotonda junto a la estación. Tiene un aparcamiento con 17 plazas, 2 de ellas para taxis y otra para minusválidos.

## Denominación
La estación ha recibido el nombre de Pobra de San Xián por parte de Adif, el mismo que tenía la antigua estación situada en el centro de Puebla de San Julián. Sin embargo, la denominación oficial de la localidad según el nomenclátor de la Junta de Galicia es A Pobra de San Xiao.
Por otra parte, el hecho de que la estación siga llevando el nombre de dicha localidad cuando en realidad se encuentra en el municipio de Páramo ha generado controversia.